# Vivir con 10
Vivir con 10 es una telenovela chilena de comedia romántica. Se estrenó por Chilevisión el 8 de enero de 2007 y concluyó el 5 de junio de 2007. 
Escrita por Coca Gómez en colaboración con Francisca Bakovic y Teresita Giacaman, producida por María José Miranda, dirigida por Ricardo Vicuña, bajo la producción ejecutiva de Javier Larenas Peñafiel.
Protagonizada por Malucha Pinto y María José Prieto. Cuenta con las participaciones antagónicas de Willy Semler, Ana Karina Casanova, José Palma e Ignacia Allamand. 

## Sinopsis
La historia se centra en una tradicional familia chilena de clase alta que debe dejar los lujos y un glorioso pasado para enfrentar una crisis económica tras la muerte del patriarca de la familia, y así también, enfrentar el regreso de la desconocida hermana de los Solé, quien vuelve a Chile en busca de su verdad.

## Historia
Los Solé son una familia acomodada. Los padres, Narciso Solé (Sergio Hernández) y Leonor Santa Cruz (Malucha Pinto), tienen diez hijos, de los cuales, 30 años tiene la mayor y 10 años el menor. Leonor inesperadamente queda viuda y entre los papeles de Narciso encuentra los títulos de propiedad de la única residencia que no les fue arrebatada.
Se trata de un condominio en la emergente comuna de La Florida, proyecto de la empresa constructora de Narciso hasta ahora desconocido por la familia. Albergando sus últimas esperanzas, los Solé viajan desde Lo Curro a Los Jardines de Don Narciso, descubriendo con espanto, que su nueva residencia no es más que una inacabada construcción en los potreros floridanos.
Tras los funerales del patriarca, Leonor deberá enfrentarse no solo a la ausencia de su marido, sino también a la triste verdad que éste ocultaba hace años: su flamante empresa constructora estaba quebrada y más que amigos, Narciso solo tenía acreedores por todo Chile. Las arcas de los Solé, quedan vacías en pocos días, y Leonor se queda en la calle y con nueve acomodados hijos que alimentar.
El día del cumpleaños número quince de Eloísa (Ignacia Allamand), vuelve al hogar la primogénita Olimpia (María José Prieto), tras una larga estadía en el extranjero. Ella viene decidida a revelar un secreto que amenaza con destruir la integridad moral de la acomodada familia: Eloísa es en realidad la hija que sus padres arrebataron a Olimpia cuando ella era apenas una quinceañera.
Olimpia no se conforma con la realidad y enfrenta a Narciso para restablecer su truncada maternidad. Lamentablemente, sus planes toman un curso inesperado, ya que el patriarca, impactado por la inminente revelación de su secreto mejor guardado, se atraganta con la aceituna de su Martini seco y muere, coronando así la fiesta de cumpleaños de la disputada Eloísa.
En medio del caos, Leonor encuentra la casa piloto del condominio, bien ataviada pero sin las instalaciones básicas, donde deberá acomodar a nueve de sus hijos y a la fiel nana Génesis (Tatiana Molina).
Así comienzan las aventuras de una aristocrática familia venida a menos, que por primera vez deben compartir pieza, baño y los escasos recursos de la viuda, porque de no lograrlo, morirán en el intento.
De esposa sumisa y acomodada, Leonor deberá comenzar un viaje para convertirse en la matriarca que provea materialmente y mantenga la unidad de su familia. El desafío le pesa, no solo porque a sus 50 años se siente incapaz de iniciarse en el mundo laboral, sino también, por los oscuros secretos que deberá resguardar para salvar a los suyos.
¿Cómo lo harán los Solé, para afrontar la nueva situación de precariedad económica en este roñoso condominio a medio construir?
¿Podrá lidiar sola con cada uno de los problemas de la herida Olimpia, el circunspecto Tristán (Pablo Díaz), el mujeriego Silvestre (Álvaro Gómez), la coqueta Máxima (Marcela del Valle), la amachotada Pastora (Javiera Hernández), la regordeta Ada (Constanza Pozo), el rebelde Gaspar (Ariel Levy), la desafiante Eloísa, el pollerudo Melchor (Fernando Segú) y agrandado Baltasar (Alonso Quinteros)?
Amor, humor, romance, drama y suspenso promete esta telenovela, mientras los mismísimos Solé se preguntan si será Leonor capaz de vivir con diez.

## Producción
Esta teleserie marca el inicio del Área dramática de Chilevisión, entrando así a la batalla de guerra de las teleseries.  A pesar de que su sintonía fue regular, fue comparada con las producciones de TVN y Canal 13 (Papi Ricky y Corazón de María respectivamente). La historia se caracterizó por tocar una serie de temas tabúes, como la homosexualidad y el incesto.

## Reparto
- Malucha Pinto como Leonor Santa Cruz
- Willy Semler como Exequiel Amenábar
- María José Prieto como Olimpia Solé
- Tiago Correa como Lukas Yankovic
- Ignacia Allamand como Eloísa Solé
- José Palma como Simón Amenábar
- Ana Karina Casanova como Marisela Carranza
- Pablo Díaz como Tristán Solé
- Álvaro Gómez como Silvestre Solé
- Marcela Del Valle como Máxima Solé
- Javiera Hernández como Pastora Solé
- Gonzalo Robles como Fidelio Mondaca
- Tatiana Molina como Génesis Negrete
- Ariel Levy como Gaspar Solé
- Constanza Pozo como Ada Solé
- Fernando Segú como Melchor Solé
- Alonso Quintero como Baltazar Solé
- Alejandra Vega como Scarlett Lozano
- María José Bello como Tábata Rojas
- William Edgar como Colin McKenzie
- Sergio Silva como Juan de Dios Jaramillo
- Álex Walters como Maikol Jackson Olivares
- Luis Uribe como Luis Santana
- Edison Díaz como Tauro Pereira
- José Luis Bouchon como Pedro Pablo

## Participaciones
- Sergio Hernández como Narciso/Dionisio Solé.
- Adriana Vacarezza como Victoria Salazar / "La loca".
- Jorge Alis como Gonzalo.
- Ana María Martínez como Hermana Margarita / Fátima Solé.
- Liliana García como María José Navarro / Mariana.
- Alejandro Goic como Eduardo "Lalo" Cepeda.
- Marcela Osorio como Myriam Fernández.
- Juan Pablo Ogalde como Joaquín Cabrera.
- Javiera Díaz de Valdés como Estela Elgueta.
- Emilio Edwards como Manuel Lewín.
- Macarena Teke como Almendra.
- Paulina Hunt como Brígida.
- Heidrun Breier como Hannah.
- Loreto González como Débora.
- Felipe Contreras como Federico.
- Víctor Rojas como Moisés Cabrera.
- Soledad Pérez como Martita Díaz.
- Macarena Basterrica como Susana "Su" Barrientos.
- Cristóbal Tapia-Montt como Gonzalo Cifuentes.
- Magdalena Max-Neef como Mamá de Manuel.
- Osvaldo Silva como Wanderlei da Silva.
- Sandra O'Ryan como Abogada Nina Fontana.
- Rosita Nicolet como Empleada de Pedro Pablo.
- Karim Lela como Médico de Olimpia.
- Luis Wigdorsky como Director del colegio.
- Marta Zepeda como Enfermera.
- Faryde Kaid como Psicóloga.

## Banda sonora
1. Daniel Guerrero & Denisse Malebrán - Mi sangre
2. Sin Bandera - Si tu no estás
3. Soraya - Como sería
4. La Oreja de Van Gogh - Muñeca de trapo
5. Kudai - Escapar
6. Julieta Venegas - Limón y sal
7. Daniel Guerrero - Me matas, corazón
8. DúoYndigo - Tenerse fe
9. Calle 13 - Atrévete-te-te
10. Daddy Yankee & Snoop Dogg - Gangsta Zone
11. Don Juan - Bombón de chocolate
12. Fahrenheit - Inimaginable
13. Allison - Frágil
14. Los Bunkers - Ahora que no estás
15. Niña Pastori - Vivir sin aire
16. Soraya - Miento
17. DúoYndigo - La misma piedra